# Scotophaeus pretiosus
Scotophaeus pretiosus är en spindelart som först beskrevs av Ludwig Carl Christian Koch 1873.  Scotophaeus pretiosus ingår i släktet Scotophaeus och familjen plattbuksspindlar. Inga underarter finns listade i Catalogue of Life.